# 2368 Beltrovata
2368 Beltrovata este un asteroid din grupul Amor, descoperit pe 4 septembrie 1977 de Paul Wild.